# 입춘로
입춘로(Ipchun-ro)는 강원특별자치도 원주시 반곡관설동 국과수사거리에서 반곡교차로 까지 연결하는 도로이다.

## 주요 경유지
강원특별자치도
- 원주시 (반곡관설동)

## 노선
| 이름         | 접속 노선                   | 소재지 | 소재지     | 비고 |
| ------------ | --------------------------- | ------ | ---------- | ---- |
| 국과수사거리 | 동부순환로                  | 원주시 | 반곡관설동 |      |
| 환경청사거리 | 배울로                      | 원주시 | 반곡관설동 |      |
| 미리내사거리 | 양지로                      | 원주시 | 반곡관설동 |      |
| 심평원사거리 | 혁신로                      | 원주시 | 반곡관설동 |      |
| 반곡 교차로  | 국도 제5호선 (원주우회도로) | 원주시 | 반곡관설동 |      |

## 주요 건물 및 시설
- 반곡관설동 행정복지센터 (입춘로 5/반곡동 1809-6)
- 국립과학수사연구원 (입춘로 10/반곡동 1858-2)
- 원주지방국토관리청 (입춘로 50/반곡동 1858-5)
- 원주지방환경청 (입춘로 65/반곡동 1824-2)
- 우리은행 원주금융센터 (입춘로 110/반곡동 1886-5)
- 피자스쿨 원주혁신도점 (입춘로 110/반곡동 1886-5)
- 건강보험심사평가원 본원2동 (입춘로 130/반곡동 2047-14)